# Джефф Терпін
Джефф Терпін (англ. Jeff Turpin; нар. 13 травня 1960) — колишній американський тенісист.
Найвищу одиночну позицію світового рейтингу — 138 місце досяг 29 жовтня 1984, парну — 81 місце — 20 серпня 1984 року.
Найвищим досягненням на турнірах Великого шолома було 2 коло в парному розряді.

## Титули на челленджерах

### Парний розряд: (2)
| Ранг | Рік  | Турнір           | Покриття | Партнер     | Суперники                  | Рахунок       |
| ---- | ---- | ---------------- | -------- | ----------- | -------------------------- | ------------- |
| 1.   | 1983 | Нагоя, Японія    | Тверде   | Джоел Бейлі | Чарлз Строде Морріс Строуд | 6–4, 3–6, 7–6 |
| 1.   | 1984 | Ашкелон, Ізраїль | Тверде   | Брюс Менсон | Лео Палін Міхіл Схаперс    | 6–2, 6–2      |